# ジョン・F・ラウダー
ジョン・F・ラウダー（英: John Frederic Lowder、1843年2月15日 - 1902年2月27日）は、幕末から明治時代にかけて日本で活躍したイギリスの外交官、通訳、英語教育者、法律家、実業家である。外交官、法律家として英国公使館・領事館、横浜税関等での職歴を持ち、下関戦争の講和談判では通訳を務めた。英国領事としては薩長と交渉し、諸藩の重役とも接触するなど、日本の動向を本国に伝え、日本の開国を援助した。英語教育者としても高杉晋作や伊藤博文に英語を教えたほか、「日英会話書」を出版した。横浜ユナイテッド・クラブの会長として実業界でも活躍した。維新後は明治政府に雇用されお雇い外国人の一人となった。名称にラウダ、ラウタルス、ローダーというカナ表記もある。

## 経歴・人物

### 誕生から領事館職員として来日
1843年2月15日に上海で、開設されたばかりの英国上海領事館の英国国教会の牧師であったジョン・ローダー（ジョン・ラウダ―）の次男として生まれる。父のジョンは、上海聖三一教会の初代チャプレンを務めたが、赴任して1年後に妻子を残して溺死してしまったという。実母は、初代駐日英国総領事ラザフォード・オールコックの再婚相手である。上海の初代英国領事であったオールコックは、日本で公使をしていた1862年7月に、母（ジョン・ローダーの未亡人）と結婚した。
1860年、17歳の時、オールコックとのつながりから、イギリス外務省の日本語通訳生の試験を受け、一度失敗し再試験となるが合格し、1860年6月に英国日本公使館で最初の語学留学生の一人となり、同年イギリスを離れる。
1861年（文久元年）に来日。イギリス領事館の職員（通訳生）を務める。同年7月5日には、水戸浪士がイギリス公使館を襲撃した東禅寺事件に遭遇するが、ピストルで応戦し、負傷は免れた。その後すぐに語学研修を終え、領事としてのキャリアを開始する。
1862年9月、アメリカ・オランダ改革派教会のアメリカ人宣教師サミュエル・ロビンス・ブラウンの長女ジュリアと結婚。翌日、生麦事件が起きた。
アーネスト・サトウが、日本に到着した翌日の1862年9月9日の日記には、アメリカ人宣教師S.R.ブラウンの家でラウダ―に会ったと記し、サトウはラウダ―について、「青白い柔和な顔の男で、昨年12月にブラウン嬢を誘惑し、結婚するために函館からやって来たようだ」と書いている。S.R.ブラウンはこの結婚への展開に打ちのめされたが、オールコックの夫人になったばかりのラウダ―の母は、息子の誘惑が理由ではなく、ブラウン嬢がアメリカ人で貴族ではなかったため、結婚に反対したようだった。

### 長崎へ
その後、長崎領事館に務める。1864年8月13日（元治元年7月12日）には、エイベル・ガウワーやラウダーらの長崎英国領事（consul、コンシュル）の元に、肥後藩の軍事指揮官であった荘村助右衛門（荘村省三）が訪問し、会談を行った。荘村は、同日グイド・フルベッキとも面会して会談している。荘村は、ラウダ―ら英国領事館員も通う英国聖公会会堂のチャプレンを務めるチャニング・ウィリアムズの長崎の私塾（立教大学の源流）で学んだ門下生でもあり、その後もウィリアムズと交遊を続け、後に坂本龍馬と肥後藩を後述の薩長同盟に加えようと画策した人物であった。
1864年9月（元治元年8月）には、長州と四国連合艦隊による下関戦争の講和談判に派遣され通訳官を務めた。一方、この戦闘で惨敗した長州藩は講和使節の使者として高杉晋作、伊藤俊輔（後の伊藤博文）、井上聞多（志道聞多、井上馨）を任じて、通訳は伊藤、井上が務めている。この時、イギリス留学から急遽帰国した伊藤と井上を長州まで送り届けたアーネスト・サトウもラウダーとフランスの通訳を務めたジラールとともに通訳官を務めている。
1865年3月には、高杉晋作と伊藤俊輔（後の伊藤博文）が長州藩侯の命を受けて下関開港の談判を成し遂げるためにイギリス渡航を許可され、下関に寄港したイギリス商船ユニオン号に便乗して長崎へ向かった。2人は1865年4月16日（元治2年3月21日）に英国長崎領事代理のエイベル・ガウワーを訪ね、6日間その邸内に泊り、交渉にあたった。尤も高杉は、当初は直ちに英国へ渡り、この問題の解決に当たる意図を持っていたとされる。
さらに高杉と伊藤は、トーマス・グラバーとグラバーの邸宅で接触し、イギリスへの渡航を頼むが、渡航準備が整うまで、グラバーが引き合わせた長崎イギリス領事館士官であったラウダ―が2人に英語を教え、自宅で世話をした。高杉、伊藤とラウダ―は既に前年の下関戦争の講和談判でも面識があった。ラウダーは「長州が大変な時に、洋行すべきではない」と2人の渡航を思い留まるよう諭し、グラバーも賛同し、渡航を断念することとなった。また、ラウダ―はこの時に「時勢はすさまじい速さで動いており、もはや鎖国ではなく開国の時代であり、馬関（下関）を開港して富国強兵をはかり、長州藩の独立に一歩を踏みだすときである。馬関（下関）の開港は、長州のため莫大の利益であろう。」と下関の開港を薦めた。英国からは新公使してハリー・パークスが赴任予定で、彼は各国からの信望も厚い有能な人物であるとして、2人に紹介することも話し、下関の開港についてパークスに話すように伝えた。こうして高杉と伊藤の2人は、その議に賛同して、パークスに贈る書をグラバーに託すとともに、ラウダ―が用意した貿易関連の書類を抱えて、下関に戻っている。
時を同じくして、1865年4月17日（元治2年3月22日）には、グラバーの手配した船（オースタライエン号）で薩摩藩遣英使節団が薩摩国串木野羽島（鹿児島県いちき串木野市）から出航している。グラバーは出発を見送り、使節団一行に手代であったライル・ホーム（Ryle Holme)を英国まで付き添わせて、万端の世話に当たらせた。薩摩藩は、外国と直接通商を結ぶことを希望しており、1965年7月28日には、使節団として英国に到着していた寺島宗則は、英国外務次官のオースティン・ヘンリー・レヤードと会見して交渉を行った。こうした薩摩の動きととも長州も同じく直接外国と通商したいと希望している情報は在日の英国領事たちは既に知っており、この会談以前に、ラウダ―は長州が下関を幕府に奪われることを恐れ、是が非でも下関開港について直接英国政府と条約を締結するが、それができなければ英国が幕府に圧力を加えて、下関について長州の希望を受け入れるようにさせることを望んでいることを報告している。

加えて、当時英国に帰国中であった駐日英国総領事のオールコック宛ての、英国領事ガウワーによる1865年5月3日（旧暦4月9日）付の私信によると、長州の一高官（高杉晋作）が、幕府の貿易独占を攻撃し、長州はかねてより自藩内の港を外国に開くことを希望しており、ごれが成功すれば、薩摩藩その他は直ちにそれ例に倣うであろうと断言し、その交渉を行うために長州が英国に使節を派遣する件につき、英国外相ジョン・ラッセルの了解を取り付けるように、代理公使のウィンチェスターに書簡を送ることを要望したと記している。この時、高杉は前述の通り、伊藤博文と英国に交渉に赴くつもりで、藩主の許しを得ていた。また、ガウワーの私信には、ラウダ―が長崎で諸藩の重役たちと接触して、これらの願望が長州だけのものではないことを発見したと記している。さらに、ある肥後藩士（荘村助右衛門）が、ガウワーに対して、「革命に訴えてでも、真に全国を外国貿易と交通に対して開放する要求が、有力な諸藩の大名の間で高まっていることや、英国は幕府でなく、『ミカド』に使節を送り、真に開国を保証する新たな条約を結ぶべきである」という意見を述べたことも記した。このガウワーからの手紙を受け取った帰国中のオールコックは、ラウダ―からの手紙も同封し、自分の意見を添えて、1965年7月19日付で外相のラッセルに回付した。この同封したオールコック宛のラウダ―の書簡には、肥後藩士から聞いた真の開国のために努力している大名のリストが別紙にまとめられていたが、オールコックはこれを宍戸刑馬（高杉晋作）から得た情報であると注記をしてラッセルに送付した。こうした状況を受けて外相のラッセルは、1865年8月23日付でパークスに対し、幕府の態度の疑義を表明し、薩長の貿易開始への意欲を高く評価する訓令を出した。

### 薩英関係と薩長同盟に向けた薩摩藩交渉団
1865年11月1日（慶應元年9月13日）、英国公使ハリー・パークスら英仏米蘭の四国代表は、下関戦争の賠償金三百万ドルのうち3分の2を放棄する代わりとして、大坂、兵庫の早期開港・開市、通商条約の勅許、輸入関税の引き下げの3条件を要求するため、軍艦9隻を率いて横浜を出帆し11月4日（旧暦9月16日）に兵庫沖に至った（兵庫開港要求事件）。これを受け、薩摩藩は、幕府主導によるなし崩し的な要求受諾を防ぐため、開港と条約勅許に反対し、幕府とそれを指示する朝議に対抗した。薩摩藩としては、イギリスの意に反しても、抗幕の強硬姿勢を取ることで時間を稼ぎ、外交権を幕府から朝廷に移管させ、倒幕に向けた諸侯会議を実現させる目論見であった。しかし、その結果、イギリスは薩摩藩に深甚な疑念を抱くこととなり、薩摩藩はイギリスからパートナーとしての資格を失う瀬戸際となった。こうした中、薩摩藩はイギリスからの信頼を回復する起死回生の策としてパークスを鹿児島へ招待することを画策し、1865年12月3日（慶應元年10月16日）には、小松帯刀は率兵上京する途中で、長崎に立ち寄り、グラバーと面会して、パークスの鹿児島招待に先立ってグラバーを鹿児島に招待することを提案し、グラバーは薩英関係改善の仲介者となっていく。
1866年1月22日（慶應元年12月6日）に、薩摩藩の桂久武らは薩長同盟を締結するために京都へ向けて鹿児島前之浜を出帆するが、この時、交渉団として久武に同行したのは、島津久光の次男の島津久治、四男の島津珍彦、家老の岩下方平、藩士の伊地知壮之丞（伊地知貞馨）、吉井友実、野村宗七（野村盛秀）らであった。一行は、翌日12月7日（旧暦）の午後、最初の行先である長崎に到着する。翌8日（旧暦）には、英国領事館を訪ね、英国領事士官のラウダ―（第二補助官、通訳官）とガウワー（英国領事代理）と面会し、蘭国貿易会社社員のアルベルト・J・ボードイン（アントニウス・ボードウィンの弟）らも訪問する。9日（旧暦）には英国軍艦の見学と、薩摩藩が長崎に建設を計画していた小菅修船場のドック造建場所の見分を行った。このドック建設を決めたのは小松帯刀と考えられるが、建設予定地を最終決定したのは、久武と推察されている。続く10日（旧暦）には、上野彦馬の写真館で撮影後、長崎製鉄所を見学した。グラバーが横浜から戻ったことから、一行は出発を遅らせて、11日（旧暦）には、グラバー邸にて久武は、岩下らも同席の下で、英国領事ガウワー（ガチル／エージー・ガール）やグラバーと国事について議論した。この席上、久武と岩下は、英仏米蘭の四国艦隊の兵庫沖来航の際に、英国が薩摩藩に抱いた、薩摩藩が条約勅許に反対しているという懸念について、英国領事等に釈明し、英国側の了解を得ることができた。この結果が、翌年のハリー・パークスの鹿児島訪問に繋がっていくことになったが、薩摩藩と英国の関係修復に向けて、2人の家老が長崎で果たした役割は重要であった。このように、ラウダ―は英国領事館士官として、薩長同盟を進めようとする薩摩藩と接触して、ガウワーとともに支援を行った。
その後、12日（旧暦）に長崎を出帆した薩摩藩交渉団一行は、13日（旧暦）に上之関に着いて、坂本龍馬と会う予定であったが、会えずに帰船し、14日（旧暦）に上之関を出帆して16日（旧暦）に大阪に到着し、大阪薩摩藩邸留守木場伝内（木場清生）らの歓迎を受け、18日（旧暦）に大阪を出発し、同日1866年2月3日（慶應元年12月18日）に京都・伏見に着いて、西郷隆盛や小松帯刀、大久保利通らが出迎えた。そして、1866年3月7日（慶応2年1月21日）に、薩摩藩と長州藩は小松帯刀邸で坂本龍馬を介して薩長同盟を締結するに至った。

### パークスの鹿児島訪問
1866年7月25日（慶応2年6月14日）、ハリー・パークスはイギリス東洋艦隊司令長ジョージ・キング、ヴィンセント・アプリン大尉、首席補佐官兼会計官ウィリアム・ウィリス、通訳官アレキサンダー・シーボルト、グラバーらとともに、軍艦プリンセス・ローヤル、サーペント、サラミスを率いて長崎を出航し、1866年7月27日（慶応2年6月16日）に鹿児島に入港した。この時、ラウダーも通訳官として帯同した。1866年8月1日（慶應2年6月21日）に鹿児島を後にするまでの間、藩主の島津茂久が旗艦にパークスを訪問したり、久光・茂久父子がパークスらを磯御殿で饗応したり、双方の軍事演習を見学するなど友好的な儀礼を尽した。1866年7月29日（慶応2年6月18日）には、西郷吉之助（西郷隆盛）は外国掛担当の家老新納久脩および通訳として寺島宗則を伴い、鹿児島滞在中のハリー・パークスを軍艦プリンセス・ローヤルに訪ね会談を行った。パークスからは会談当初、内政不干渉の立場から、幕府贔屓の雰囲気を強く感じられたが、西郷による日本の情勢とイギリスの利害損得の詳細な説明により、パークスは薩摩藩の考えに納得することとなり、薩摩とイギリスの関係が修復されるに至った。

### フルベッキとの交遊
薩摩藩士の野村盛秀（後の初代埼玉県令、第2代長崎県知事）の日記によると、1866年5月12日（慶應2年3月28日）、盛秀はグラバーの船にて帰り、英国岡士（領事）並びにラウダ―、グイド・フルベッキに鹿児島市来の学識者一同と相談に出掛けていることが記されており、ラウダ―はフルベッキと交遊していたことが分かっている。また、この当時フルベッキは長崎の薩摩藩蔵屋敷や浜崎太平次のヤマキ長崎店（薩摩藩蔵屋敷の隣接地）と程近い大徳寺に居住していた。

### 兵庫、大阪、新潟、横浜へ
1868年1月に大坂・兵庫領事管区の代理領事に任命され、兵庫（神戸）と大阪（川口居留地）のイギリス領事館で副領事を務めた。
1868年12月には新潟の領事に任命され、1869年2月には、警備官のジョン・フィッツジェラルド（John Fitzgerald）を伴い新潟寺町の勝楽寺に領事館を開設し新潟代理領事（最初の新潟イギリス領事）となる。半年後の同年8月には、横浜の領事館へ移り、横浜領事を務めた。1869年1月には長崎の領事に任命された。
1870年（明治3年）、ハリー・パークスはラウダ―が弁護士資格取得を希望していることを理由に、帰国休暇を許可し、賜暇で帰国する。1870年11月にロンドンのリンカーン法曹院で法律を学び、1872年4月30日に弁護士資格を取得し、マンチェスターのハイドで弁護士として活動するために領事館を辞職する。

### 再来日以後
1872年（明治5年）に再来日するが、まもなく、横浜の日本当局はイギリス臨時代理大使R.G.ワトソン（パークスは休暇中）に連絡し、幕府が運用していた古い関税制度に代わる新しい関税制度の整備に協力するようラウダ―を派遣するよう要請した。そのため、外交官には戻らず、明治政府に雇用されることとなり、大蔵省の法律顧問を務め、横浜税関の規則の改正に携わった。また、同時期に諸省の法律顧問も務めているが、税関顧問在勤中の1877年には、ハートレーによるアヘンの輸入を条約違反として摘発し、税関長とともにイギリス領事裁判所に提訴した。その間に、司法省の顧問も兼務した。1886年には、ノルマントン号事件で日本政府側の弁護士を務めた。1887年、政府から勲三等旭日中綬章を贈られる。
1889年以降は、法廷弁護士として活躍する。
1902年（明治35年）2月27日に横浜で死去した。墓所は横浜外国人墓地にあり、夫人とともに埋葬されている。

## 日英会話書の出版
1867年（慶應3年）には、和英対訳のローマ字書きの会話書『日英会話書』（原題：Conversations in Japanese and English.）をジャパンタイムズ（Japan Times Office）から刊行している。

## 親族・家族
- 妻：Julia M. Lowder（1840－1919）[26] - サミュエル・ロビンス・ブラウンの長女、聖公会信徒